# Chủ doanh nghiệp

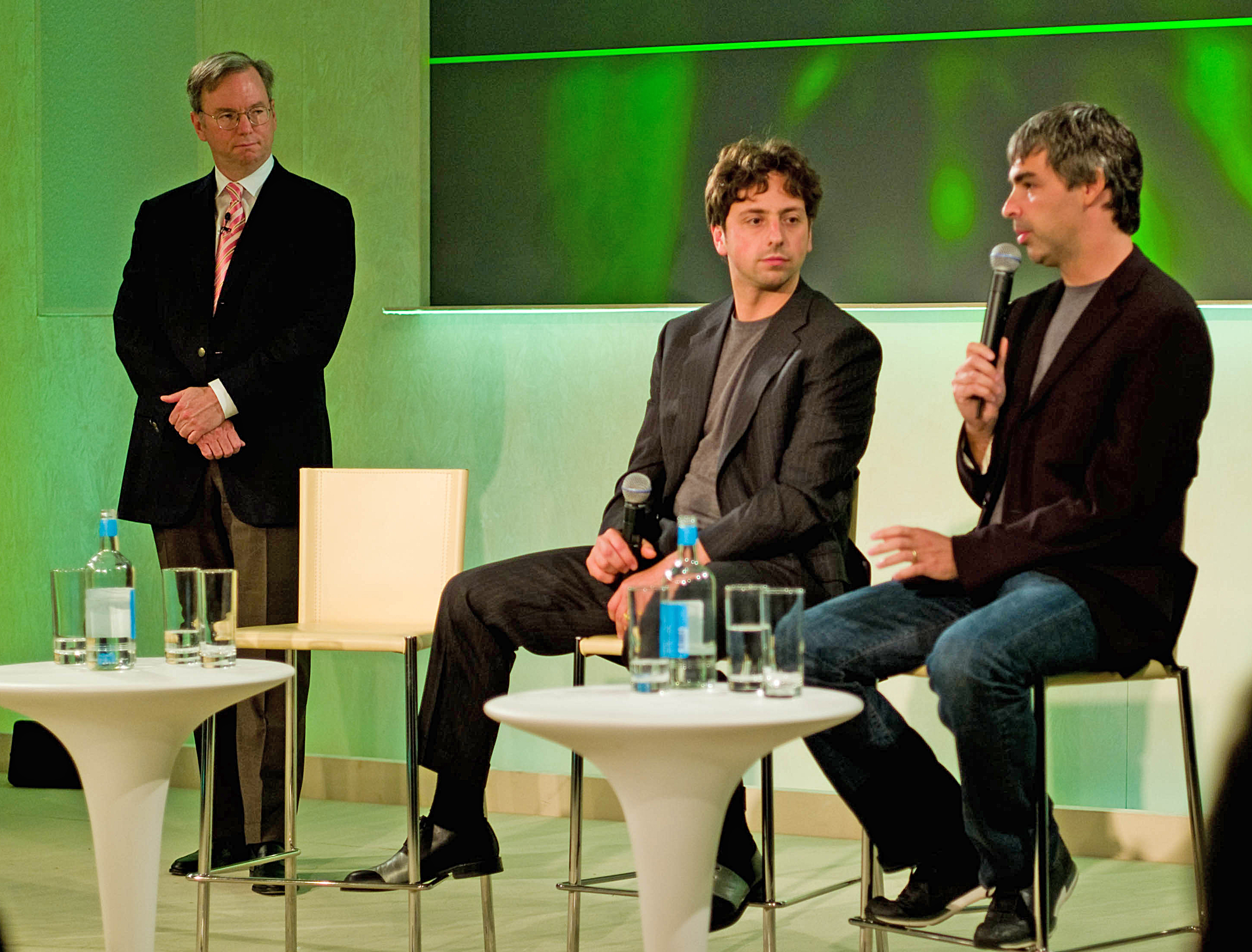
Từ trái qua phải: Bộ ba doanh nhân Eric Schmidt, Sergey Brin và Larry Page của Google, đôi khi được nêu gương là một ví dụ điển hình về việc làm chủ doanh nghiệp và sự đổi mới mang tính đột phá.

Chủ doanh nghiệp hay chủ xí nghiệp, trước kia từng gọi là chủ hãng buôn, hay như trong lĩnh vực xây dựng hoặc bất động sản còn gọi là chủ thầu hay chủ đầu tư, là người thiết lập hoặc điều hành một doanh nghiệp/dự án hay nhiều doanh nghiệp/dự án khác nhau. Danh xưng này ý chỉ việc tự kinh doanh và ở một cấp độ nào đó của sự đổi mới sáng tạo cũng như rủi ro tài chính. Thuật ngữ chủ doanh nghiệp (entrepreneur) ở phương Tây được sử dụng lần đầu vào năm 1723, ngày nay nó bao hàm cả các phẩm chất lãnh đạo, óc sáng tạo và đổi mới trong các lĩnh vực sản xuất chế tạo, phân phối và/hoặc dịch vụ. Nhà kinh tế học người Mỹ Robert Reich từng nói việc xây dựng đội ngũ, năng lực lãnh đạo và quản lý là những phẩm chất cần có của một chủ doanh nghiệp. Những công ty thành công trong tương lai theo ông sẽ là những doanh nghiệp đề ra một mô hình mới về các mối quan hệ lao động dựa trên sự hợp tác và hỗ trợ lẫn nhau.